# Bull (série télévisée, 2000)
Pour les articles homonymes, voir Bull (homonymie).
Bull est une série télévisée américaine en vingt épisodes de 45 minutes, créée par Michael S. Chernuchin dont onze épisodes ont été diffusés entre le 15 août et le 24 octobre 2000 sur la chaîne TNT. Première série originale de cette chaîne, elle fut annulée au milieu de la première et unique saison. Le titre de la série fait référence au terme économique de bull market, ou marché haussier en français.
Cette série est inédite dans tous les pays francophones.

## Synopsis
Bull raconte les péripéties d'un groupe de traders, à Wall Street. Comme beaucoup de séries, elle narre tant les vies professionnelles que personnelles de ses personnages.

## Distribution
- Alicia Coppola : Marissa Rufo
- Donald Moffat : Robert Roberts
- Ryan O'Neal : Robert Roberts II
- George Newbern : Robert Roberts III
- Stanley Tucci : Hunter Lasky
- Elisabeth Röhm : Alison Jeffers
- Malik Yoba : Corey Granville
- Ian Kahn : Marty Decker
- Christopher Wiehl : Carson Boyd

## Épisodes
1. In the Course of Human Events
2. One Night in Bangkok
3. How Green Is Your Mail?
4. In the Black
5. It's Not Personal
6. Who's Afraid of Chairman Al
7. Final Hour
8. Sins of the Father
9. The Quick Hit
10. Monday, Bloody Monday
11. A Wink and a Nod
12. Blood, Flopsweat and Tears
13. What the Past Will Bring
14. Visit
15. Appearance of Impropriety
16. White Knight
17. Love's Labors Lost
18. Amen
19. To Have and to Hold
20. A Beautiful Lie
21. He Stoops to Conquer